# Studentenwohnheim Güntzstraße 28/28a

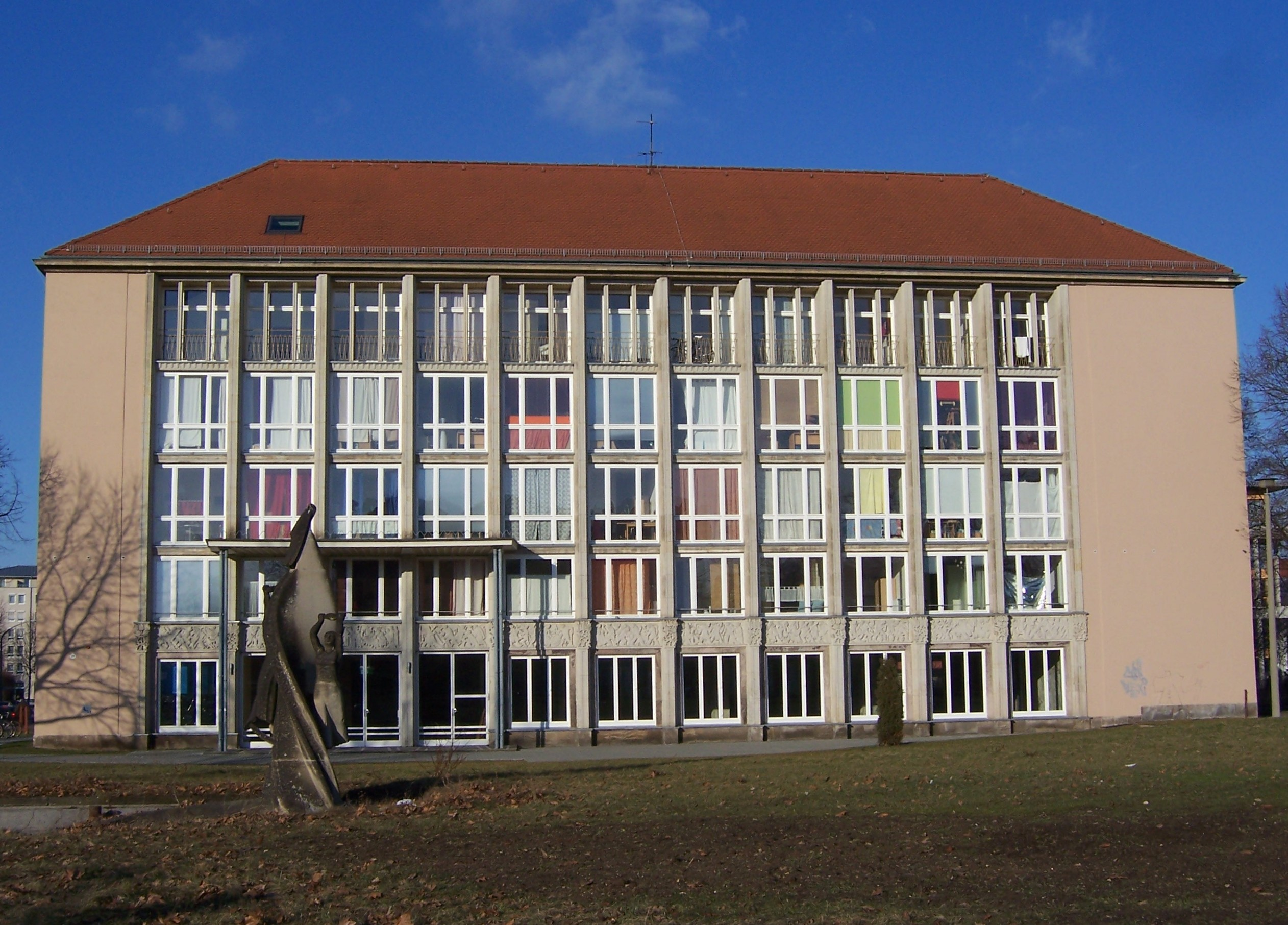
Studentenwohnheim Güntzstraße 28/28 a

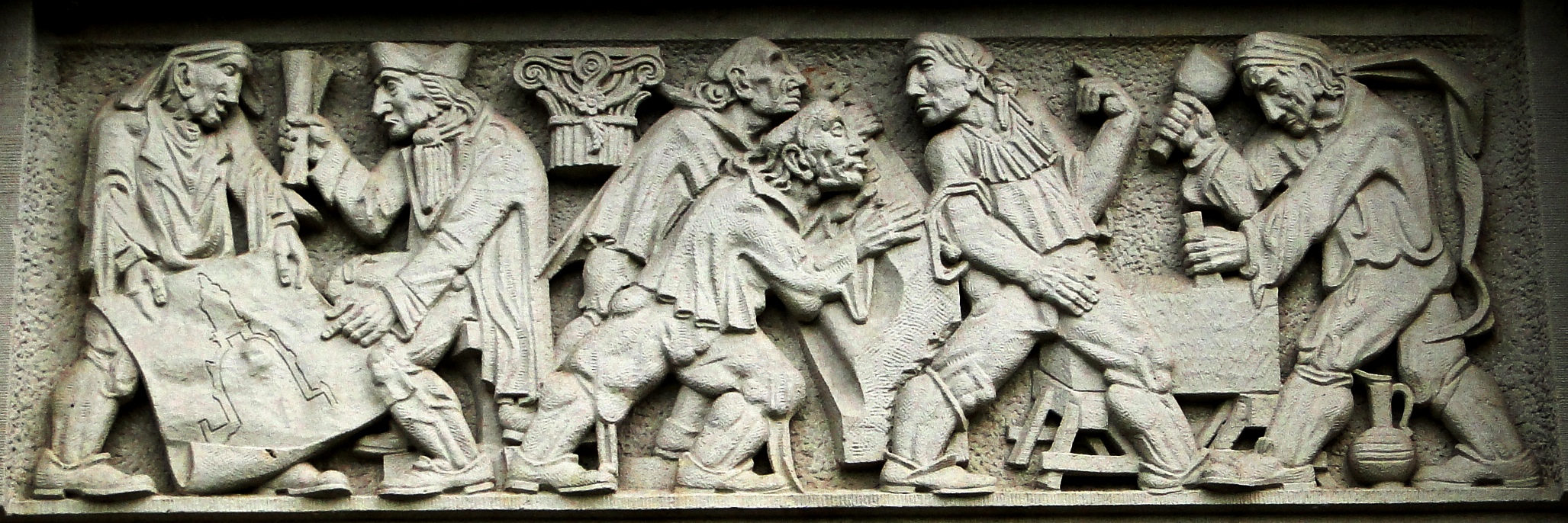
Relief Reinhold Langners mit dem Plan der neuen Frauenkirche

Das Studentenwohnheim Güntzstraße 28/28 a, von den Studenten früher umgangssprachlich als Güntzheim oder auch als Güntzburg bezeichnet und später unter den Namen Güntzpalast und Güntz Studios vermarktet, wurde 1953–1955 nach den Entwürfen von Wolfgang Rauda und seinem Kollektiv für die TU Dresden als Studentenwohnheim errichtet und 1955/1956 mit Reliefs von Reinhold Langner versehen. 1956/1957 folgte der Brunnen Der Flugwille des Menschen von Max Lachnit für einen geplanten, jedoch nicht realisierten Vorplatz an der Ecke Güntzstraße/Striesener Straße.
Das Gebäude gilt in seinem Ensemble als Beispiel für die Neue Sachlichkeit mit traditionellen Elementen und steht unter Denkmalschutz.

## Beschreibung
Der Baukörper ist auf einem L-förmigen Grundriss errichtet worden. Während die Schaufassade mit dem Haupteingang an der Striesener Straße gelegen ist, befindet sich die Rückfassade leicht zurückgesetzt an der Güntzstraße. Die Fassade an der Güntzstraße ist durch eine traditionelle Bauweise geprägt. Sie zeigt leichte Vor- und Rücksprünge und mehrere reich geschmückte Erker. Ganz anders die Schaufassade an der Striesener Straße: Sie ist mit einer durchfensterten Rasterung überzogen worden, die stark vertikal betont ist. Dort befinden sich auch die Schmuckstücke des Hauses. So schmücken die südliche Rasterfassade elf Reliefs von Reinhold Langner zu Dresdens Geschichte, wie das Relief Wissenschaftlicher Fortschritt durch Dampfkraft – 1839 in Dresden oder das Relief Erinnerung an die Zerstörung der Stadt: 13. Februar 1945: „Besonderes Augenmerk gilt den feinen reliefplastischen Sandsteinarbeiten, die ganz im klassischen Formenkanon ruhen. […] Auch hier ist noch ganz klar der Wunsch ablesbar, eine fest in der Dresdner Bautradition verwurzelte Synthese von Kunst und Architektur miteinander zu verbinden.“
Vor dem Haupteingang Güntzstraße 28a, der von der Striesener Straße aus sichtig ist, befindet sich die aus Sandstein gefertigte Brunnenplastik Flugwille des Menschen, die von Max Lachnit, Bruder des Dresdner Malers Wilhelm Lachnit, im Jahre 1956 geschaffen wurde. Die Plastik steht in einem nierentischförmigen Wasserbecken, wobei der Brunnen selbst nach Fertigstellung des Baus nur wenige Wochen funktionierte: Erst 2014, also nach über 50 Jahren, wurde er grundlegend saniert und (erneut) in Betrieb genommen, wobei er zu den Brunnen Dresdens gehört, die nur gelegentlich betrieben werden.

## Henriettenstift

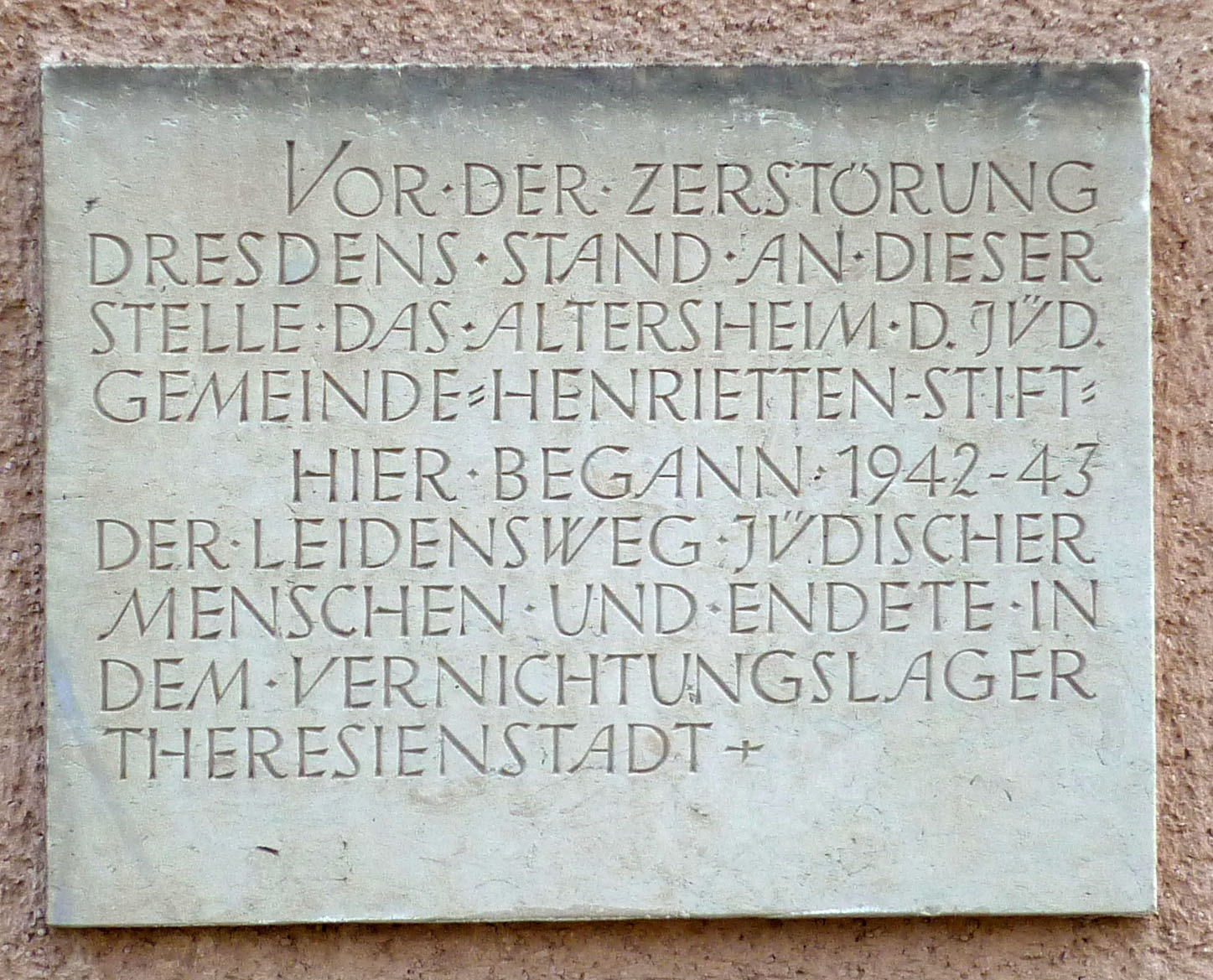
Gedenktafel am Studentenwohnheim Güntzstraße 28/28a

Das Henriettenstift war eine 1852 gegründete jüdische Sozialstiftung. Namensgeberin war Henriette Schie (1801–1893), Frau des Stifters und Bankiers Wilhelm Schie (1805–1861), der ein Haus in der Eliasstraße 24 (seit 1938: Güntzstraße 24) für diese Stiftung kaufte und es als Asylhaus für arme jüdische Familien einrichten ließ. Das Stift entwickelte sich mit der Zeit zu einem Altenheim, was vor allem von älteren alleinstehenden jüdischen Damen bewohnt wurde.
Am 4. Juli 1939 wurde mit der Zehnten Verordnung zum Reichsbürgergesetz das selbstständige Stift aufgelöst. Anfang 1940 erklärten die Nationalsozialisten die Einrichtung zum sogenannten Judenhaus. Weitere Dresdner Juden wurden nun zusätzlich in das Gebäude eingewiesen, am 14. Juli 1942 erfolgte der Abtransport aller 51 Bewohner ins KZ Theresienstadt, diese Deportation überlebten lediglich zwei Frauen. Am 28. September 1942 wurde das leere Haus durch die NSDAP übernommen und diente nunmehr der Schulung von Jungvolk und Hitlerjugend. Während der Luftangriffe auf Dresden im Februar 1945 wurde das Gebäude zerstört.
Der südliche Erker des Baukörpers längs der Güntzstraße liegt in etwa auf der Höhe des früheren Eingangs zum Henriettenstift, 1966 wurde eine Gedenktafel zur Erinnerung an das ehemalige Henriettenstift angebracht, die der Dresdner Bildhauer Werner Hempel nach einem Vorschlag der Jüdischen Gemeinde im Auftrag der TU Dresden anfertigte.

## Seit 1990
In den 1990er Jahren hatte das unsanierte Studentenwohnheim mit schlechter Auslastung zu kämpfen. Im Jahr 1999 wurden das Wohnheim und der darin befindliche Studentenclub „Güntzclub“ vom Studentenwerk geschlossen.
2006 und 2007 wurde das Gebäude saniert: 260 Appartements entstanden im Gebäudekomplex, 24 davon behindertengerecht, wobei die Zimmergrößen zwischen 14 und 40 Quadratmetern liegen und jeweils ein eigenes Bad und eine eigene Küche erhielten. Die erdige Farbe der Außenwände entspricht dem Ursprungszustand. An den Wänden der drei Treppenhäuser sind Malereien und im gesamten Gebäude der Stuck erhalten worden.
Seit seiner Kernsanierung wird das Studentenwohnheim kommerziell unter dem Namen Güntzpalast vermarktet.